# Mord an Dorit Botts
Der Mord an Dorit Botts (* 17. August 1947; † 17. August 2001 in Fulda) ereignete sich am 17. August 2001 in der Florengasse in Fulda (Hessen). Die 54-jährige Frau wurde in ihrem Geschäft im hessischen Fulda von dem damals 19-jährigen Rechtsextremisten Frank R. als Aufnahmeritual in die „Deutsche Heidnische Front“ ermordet.

## Die Tat und ihre juristische Aufarbeitung
Am 17. August 2001, ihrem Geburtstag, wurde Dorit Botts von dem damals 19-jährigen Rechtsextremisten Frank R. in ihrem Military-Geschäft in der Florengasse in Fulda ermordet. Der Täter hatte sie zunächst mit 13 Messerstichen in den Oberkörper und das Gesicht schwer verletzt und ihr anschließend die Kehle durchgeschnitten. Frank R. floh mit Bekleidung und Bargeld im Wert von 1000 DM, sodass zunächst von Habgier als Motiv ausgegangen und die Tat als Raubmord eingestuft wurde. Die Fuldaer Zeitung ließ damals verlauten: „Für eine Verbindung zur rechten Szene gebe es nach den bisherigen Ermittlungen keine Anhaltspunkte.“ Kurzzeitig war die Polizei auch davon ausgegangen, dass Motive aus der rechten Szene von Bedeutung sein könnten, dies wurde aber schnell wieder ausgeschlossen. Vor dem Landgericht Erfurt wurde Frank R. unter Ausschluss der Öffentlichkeit und unter Anwendung des Jugendstrafrechts im März 2002 wegen Mordes in Tateinheit mit Raub mit Todesfolge zu neun Jahren und zwei Monaten Haft verurteilt. Es bleibt unklar zu welchem Zweck der Täter die Military-Kleidungsstücke erbeutete. Ob er sie auf einem rechten Aufmarsch zum Todestag des Hitler-Stellvertreters Rudolf Hess verkaufen wollte, zu dem am Wochenende der Tat Fulda ein Treffpunkt für Fahrgemeinschaften war, bleibt offen.
Erst in einem späteren Verfahren, in dem der Täter als Zeuge gegen den mutmaßlichen Anstifter aussagte, wurde der neonazistische Hintergrund der Tat erkennbar. Am 28. Oktober 2004, mehr als drei Jahre nach dem Mord, rollte das Landgericht Erfurt den Fall erneut auf, um die Hintergründe der Tat zu klären. Die Staatsanwaltschaft ging davon aus, dass Frank R. von seinem zum Zeitpunkt der Verhandlung 23-jährigen Freund und Band-Kollegen angestiftet wurde, der Mitglied in der rechtsextremen, neuheidnischen Gruppierung „Deutsche Heidenfront“ war. Der mutmaßliche Anstifter wurde freigesprochen. Allerdings sagte Frank R. aus, dass sein Freund ihn mit den Worten „Fahr nach Fulda und mach die Alte kalt“ zu dem Mord angestiftet hatte. Es stellte sich heraus, dass es sich bei dem Motiv für die Tat um ein Aufnahmeritual in die Thüringer Neonaziorganisation „Deutsche Heidenfront“ handelte. Das Gericht ging davon aus, dass es dem Täter „in Erfüllung des ihm erteilten Auftrages in erster Linie um die Tötung der Frau Botts“ gegangen und dieses Motiv „Tatantrieb und tatbeherrschend“ gewesen sei.
Der Laden in Fulda, in dem Frau Botts ermordet wurde, war eine Filiale des Ladens in Schlüchtern, den ihr Sohn bereits seit den 1980er Jahren dort betrieb. Im Wesentlichen handelte er mit von der US-Armee aussortierten Schlafsäcken, Parkas, Stiefeln usw.

## Kritik an der Aufarbeitung des Mordes an Dorit Botts

### Anerkennung von Dorit Botts als Todesopfer rechter Gewalt
Die offizielle Einordnung dieser Tat ist bis heute umstritten. Aktuell wird Dorit Botts nicht als Todesopfer rechter Gewalt in der offiziellen Bundesstatistik der Todesopfer rechter Gewalttaten aufgeführt.  Die Amadeu Antonio Stiftung fordert die Tat als politisch motiviere Kriminalität einzustufen: „Die 54-jährige Frau musste sterben, weil sie für Frank R. als Opfer für ein Aufnahmeritual in eine rechtsextreme Organisation ausgesucht wurde.“ Aus Sicht der hessischen Behörden sei die Tat hingegen nicht als rechtsextremistisch motiviert einzuschätzen. Dementsprechend sieht das Land keine Notwendigkeit, den Fall erneut auf einen politischen Hintergrund zu überprüfen. Mehrfach thematisierten parlamentarische Anfragen sowohl auf regionaler als auch nationaler Ebene den politischen Hintergrund der Tat.

### Ehrendes Gedenken in Fulda
In Fulda gibt es kein öffentliches Gedenken oder einen Gedenkort an Dorit Botts. Bereits kurz nach der Tat hatte der damalige Oberbürgermeister Gerhard Möller (CDU) der Stadt Fulda ein ehrendes Gedenken für die Ermordete und die Anbringung einer Gedenkplatte am Tatort angekündigt. Die Fraktion Die Linke.Offene Liste/Menschen für Fulda kritisiert, dass die Stadt bis heute nichts unternommen hat, um einen Gedenkort für Dorit Botts zu schaffen und an die rechtsterroristische Tat zu erinnern. In einem Antrag „Ehrendes Gedenken an Fuldaer Todesopfer rechter Gewalt“ forderte die Fraktion Die Linke.Offene Liste/Menschen für Fulda am 19. August 2019 den Magistrat auf, anlässlich des anstehenden zwanzigsten Todestages am 18. August 2021, „Vorschläge für ein geeignetes Gedenken“ zu unterbreiten. Im Januar 2020 lehnte der Ausschuss Schule, Kultur und Sport der Stadtverordnetenversammlung Fulda den Antrag ab.